# Lecanora utahensis
Lecanora utahensis är en lavart som beskrevs av Hugo Magnusson. Lecanora utahensis ingår i släktet Lecanora och familjen Lecanoraceae.   Inga underarter finns listade i Catalogue of Life.